# St. Georg (Gartow)

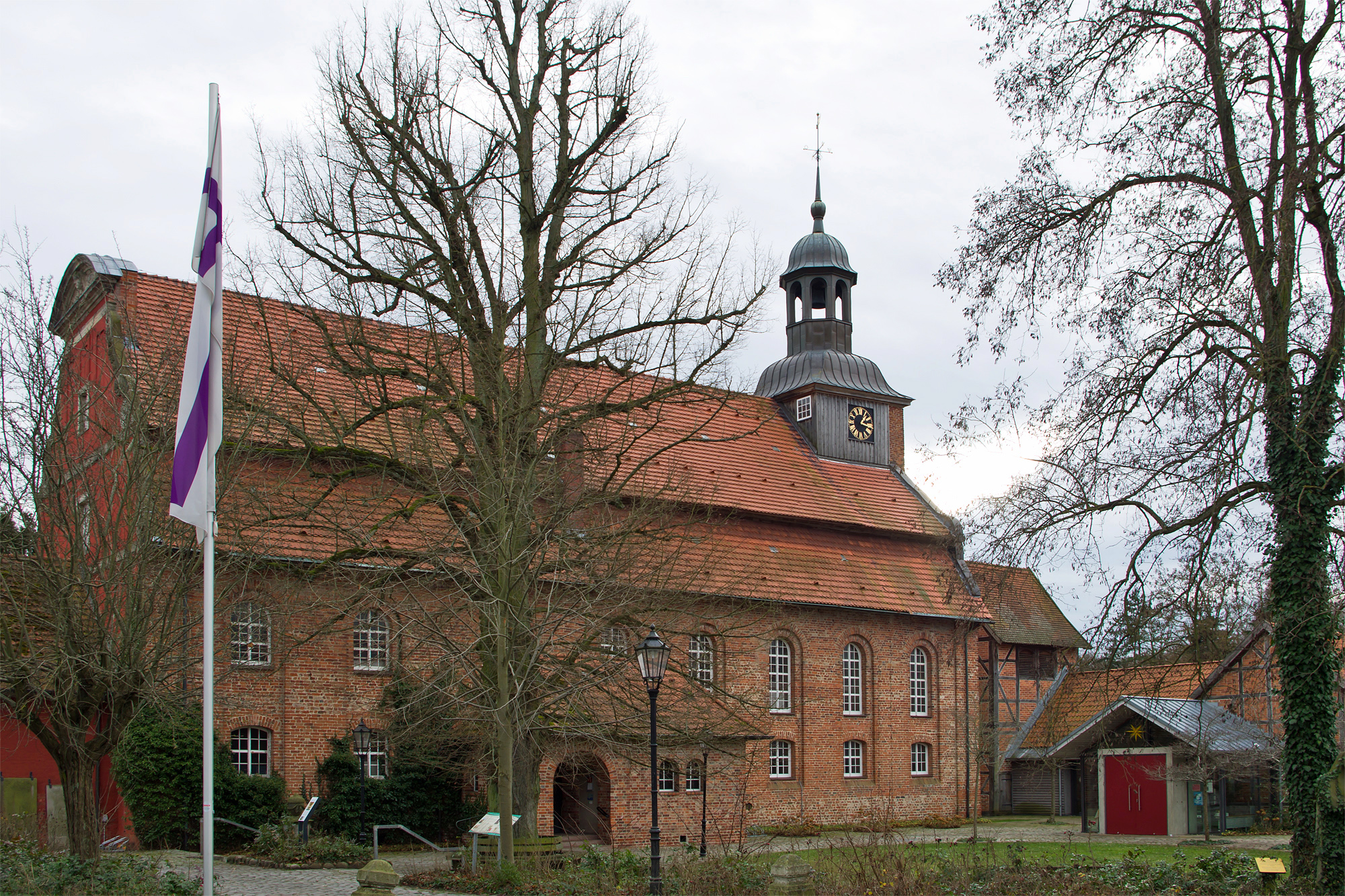
Gartow, St. Georg

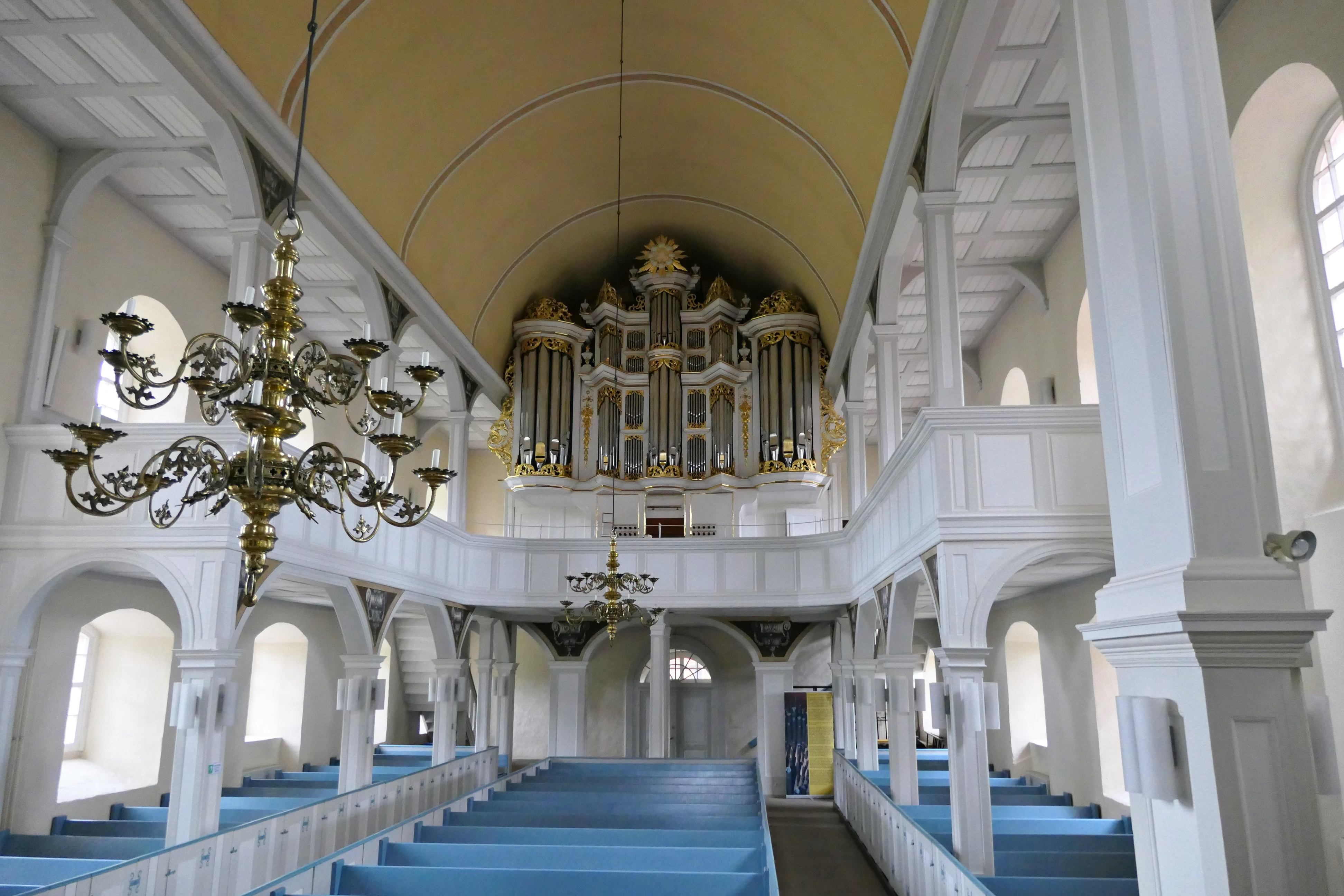
Innenansicht mit Orgel

Die evangelisch-lutherische denkmalgeschützte  Kirche St. Georg steht in Gartow, einem Flecken im Landkreis Lüchow-Dannenberg in Niedersachsen. Die Kirchengemeinde gehört zur Region Ost im  Kirchenkreis Lüchow-Dannenberg im Sprengel Lüneburg der Evangelisch-lutherischen Landeskirche Hannovers.

## Geschichte
In Gartow wurde bereits im Jahre 1321 eine St.-Georg-Kirche urkundlich erwähnt. Das Kirchenpatronat lag zunächst bei der Familie von Bülow. Im Jahre 1694 übernahm es jedoch die Familie von Bernstorff, das diese noch heute ausübt. Diese Kirche wurde 1721 durch Brand zerstört. An ihrer Stelle wurde 1723–24 auf Veranlassung von Andreas Gottlieb von Bernstorff die barocke Saalkirche durch Johann Caspar Borchmann als Schlosskirche des Schlosses Gartow errichtet. Sie dient zugleich der Gartower Kirchengemeinde als Kirche.

## Beschreibung
Das Kirchenschiff aus Backsteinen hat acht Achsen und ist mit einem Mansarddach bedeckt. Die Fenster sind in zwei Zonen in Blendbögen angeordnet, oben als Bogenfenster, unten als Segmentbogenfenster. Über der nach Südwesten ausgerichteten Fassade steht ein Fassadenturm, dessen Haube von einer offenen Laterne bekrönt wird. Nach Nordosten befindet sich vor dem Volutengiebel ein Anbau, hinter dessen Portal sich das Vestibül befindet. Nach Nordwesten befindet sich der Anbau für die Sakristei. Der Innenraum wird durch die Emporen auf hölzernen Stützen an den Langseiten in drei Bereiche geteilt, der mittlere Bereich ist mit einem hölzernen Tonnengewölbe mit Gurtbögen aus Stuck überspannt. Die Patronatslogen sind doppelstöckig. Zur Kirchenausstattung aus der Erbauungszeit gehören der Kanzelaltar und das Taufbecken. 
Die erste Orgel wurde 1740 von Johann Matthias Hagelstein gebaut. Sie wurde 1955 von Paul Ott und erneut 1991 von den Gebrüdern Hillebrand restauriert. Sie hat jetzt 23 Register, verteilt auf zwei Manuale und Pedal.